# Tjeckoslovakien i olympiska sommarspelen 1928
Tjeckoslovakien deltog med 70 deltagare vid de olympiska sommarspelen 1928 i Amsterdam. Totalt vann de två guldmedaljer, fem silvermedaljer och två bronsmedaljer.

## Medaljer

### Guld
- Ladislav Vácha - Gymnastik, barr.
- Frantisek Ventura - Ridsport, hoppning.

### Silver
- Jan Heřmánek - Boxning, mellanvikt.
- Jindrich Maudr - Brottning, grekisk-romersk stil, bantamvikt.
- Ladislav Vácha - Gymnastik, ringar.
- Emanuel Löffler - Gymnastik, hopp.
- Josef Effenberger, Jan Gajdoš, Jan Koutný, Emanuel Löffler, Bedřich Šupčík, Ladislav Tikal, Ladislav Vácha och Václav Veselý - Gymnastik, mångkamp.

### Brons
- Emanuel Löffler - Gymnastik, ringar.
- Jaroslav Skobla - Tyngdlyftning.